# 新得駅
新得駅（しんとくえき）は、北海道上川郡新得町本通北1丁目にある北海道旅客鉄道（JR北海道）の駅である。駅番号はK23。電報略号はトク。事務管理コードは▲110411。根室本線を所属線とし、当駅が終点となる石勝線が乗り入れる。全定期旅客列車が停車する。

## 歴史

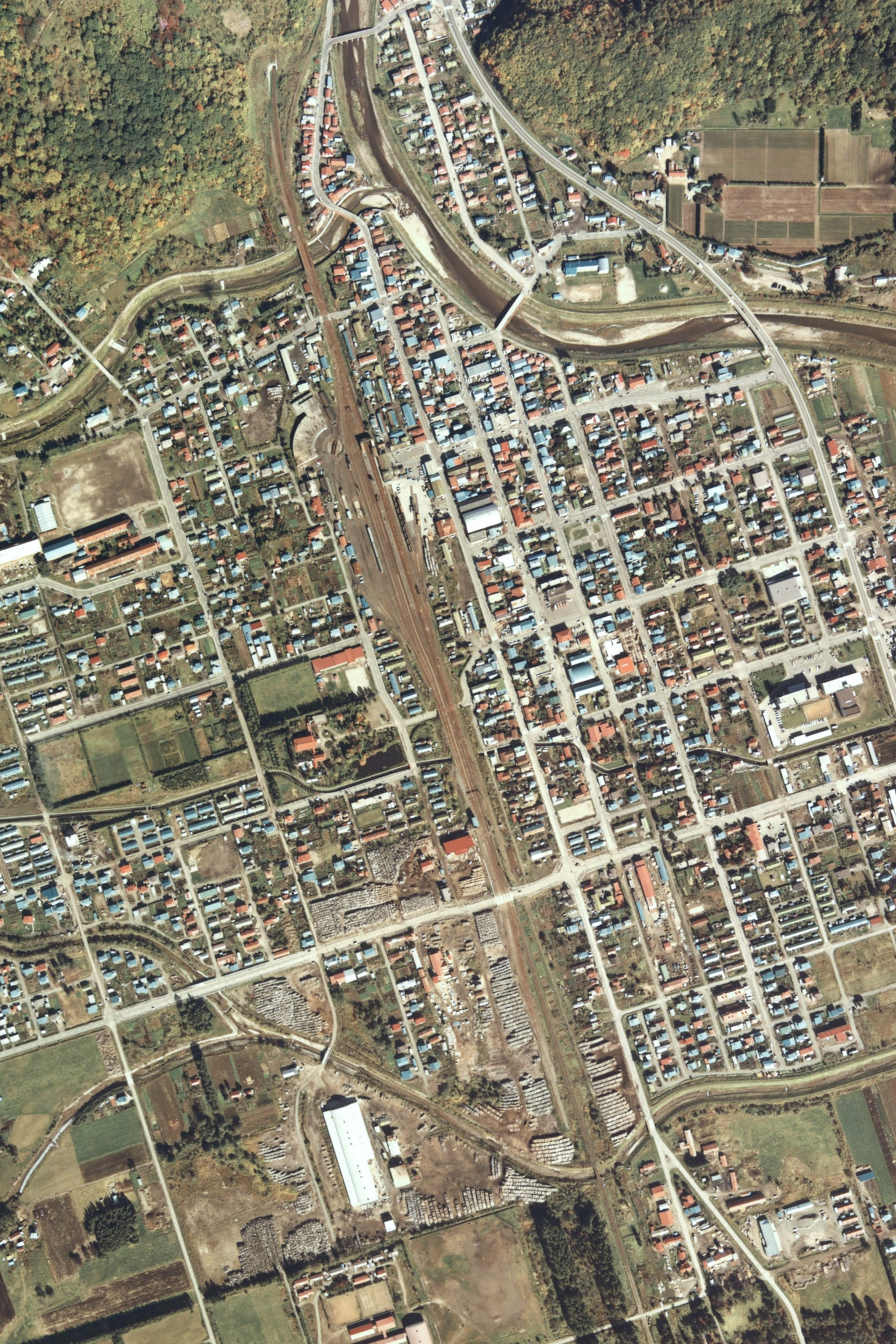
1977年の新得駅と周囲約1km×1.5km範囲。下が釧路方面。駅裏にかつての狩勝峠越え補機用蒸気機関車用の転車台と扇形車庫が残る。上端にはトンネルへ入る新線横に、迂回してそのまま狩勝峠へ北上する旧線跡が見える。駅舎横帯広方面に三角状の貨物ホームを持つが、その本線側には細く短いホームが見える。このホームの駅表側（貨物ホーム側）に、かつて北海道拓殖鉄道が乗り入れており、本線と並行して南に下る軌道跡が見えるが、写真下端にあった同線の南新得駅を経て東へ向かっていた。この駅は小さいながらも転車台を持つ機関庫を持っていて、周囲には職員住宅も有り、拓殖鉄道の中核駅であった。現在、南新得駅跡は拓鉄公園として整備されている。
この後、千鳥状に駅北側にずれた1番線ホームは、貨物ホーム撤去後に北側が削られて南側に伸ばされ、同位置の相対式ホームとなった。

### 年表
- 1907年（明治40年）9月8日：帝国鉄道庁の駅として開業[2][3][9]。一般駅。新得機関庫設置。
- 1910年（明治43年）ごろ：新得機関庫廃止。
- 1917年（大正6年）
  - 4月16日：新得機関庫設置。
  - 7月10日：跨線橋設置[10]。
- 1919年（大正8年）ごろ：王子製紙が屈足の流送木材陸揚網場より当駅まで馬車鉄道10km敷設[10]。
- 1921年（大正10年）：王子製紙が網場を屈足から岩松に変更し、馬車鉄道が16kmに延長[10]。
- 1928年（昭和3年）12月15日：北海道拓殖鉄道が開業。王子製紙の馬車鉄道が当鉄道の屈足駅までとなる（後に十勝上川森林鉄道となる。）[10]。
- 1951年（昭和26年）10月15日：跨線橋改築[10]。
- 1954年（昭和29年）
  - 8月18日：帯広市から小樽市に向かう昭和天皇、香淳皇后のお召し列車が停車。駅前奉迎が行われた[11]。
  - 12月5日：機関区の車庫改築。
- 1956年（昭和31年）12月12日：駅舎改築[10]。
- 1966年（昭和41年）10月1日：根室本線 当駅 - 落合間新線開通、旧線廃止[3][12]。
- 1968年（昭和43年）10月1日：北海道拓殖鉄道廃止。
- 1969年（昭和44年）11月：構内改装。貨物ホーム移設。自衛隊用ホーム新設[10]。
- 1977年（昭和52年）11月：王子木材チップ工場専用線敷設[10]。
- 1981年（昭和56年）10月1日：石勝線開業。
  - 当駅から約24km滝川方の上落合信号場の間は、根室本線と石勝線との重複区間となった。この間に旅客駅は設置されていなかったため当駅は旅客扱い上の石勝線分岐駅となる。
- 1982年（昭和57年）
  - 2月：王子木材チップ工場専用線廃止（トラック輸送に切り替え）[10]。
  - 11月15日：貨物取扱い廃止[2]。
- 1985年（昭和60年）3月14日：荷物取扱い廃止[2]。新得機関区廃止[新聞 1][13]。
- 1986年（昭和61年）12月31日：駅舎改築[10]。
- 1987年（昭和62年）4月1日：国鉄分割民営化により、北海道旅客鉄道（JR北海道）の駅となる[12][2]。
- 1988年（昭和63年）：駅舎改築、跨線橋改修、ホーム延伸[9][10]。
- 2016年（平成28年）
  - 8月30日：台風第10号の被害により、下新得川橋りょう・第一佐幌川橋りょうが崩落し運休となる[JR北 1]。
  - 12月22日：当駅を含む石勝線トマム - 根室本線芽室間が復旧し、運行再開[JR北 2]。
- 2017年（平成29年）3月28日：根室本線東鹿越 - 当駅間で列車代行バスの運行を開始[JR北 3]。
- 2022年（令和4年）度：話せる券売機を設置[JR北 4]。
- 2024年（令和6年）4月1日：根室本線富良野駅 - 当駅間が廃止[14][JR北 5]。これにより上落合信号場 - 当駅間が石勝線単独となり、根室本線との重複区間を解消。

## 駅構造
島式ホームと単式ホーム2面3線のホームを持つ。下り本線が駅舎側の1番のりば、上り本線が2番のりばとなっているが、上下列車ともすべての線路を使用可能となっている。留置用の側線が数本あり、普通列車用の車両が停泊している。2024年4月1日現在、全ての特急列車が1番のりばに停車し、下り普通列車は1番のりばと3番乗り場から発車する。
社員配置駅。管理駅として、十勝清水駅、御影駅を管理下に置いている。
みどりの窓口・話せる券売機設置。レンタカーは新得町観光協会が「新得駅前レンタカー」を営業している（完全予約制：利用日2日前までの予約が必要）。
駅舎内に立ち食いそば店と新得町商工会、および商工会による売店が入居する。

### のりば
| 番線 | 路線              | 方向 | 行先           | 備考                               |
| ---- | ----------------- | ---- | -------------- | ---------------------------------- |
| 1    | ■根室本線 ■石勝線 | 下り | 帯広・釧路方面 | 下り普通列車と全ての特急列車が発車 |
| 1    | ■根室本線 ■石勝線 | 上り | 札幌方面       | 下り普通列車と全ての特急列車が発車 |
| 2    | ■根室本線 ■石勝線 | 下り | 帯広・釧路方面 |                                    |
| 2    | ■根室本線 ■石勝線 | 上り | 札幌方面       |                                    |
| 3    | ■根室本線 ■石勝線 | 下り | 帯広・釧路方面 | 下り普通列車が発車                 |
| 3    | ■根室本線 ■石勝線 | 上り | 札幌方面       |                                    |

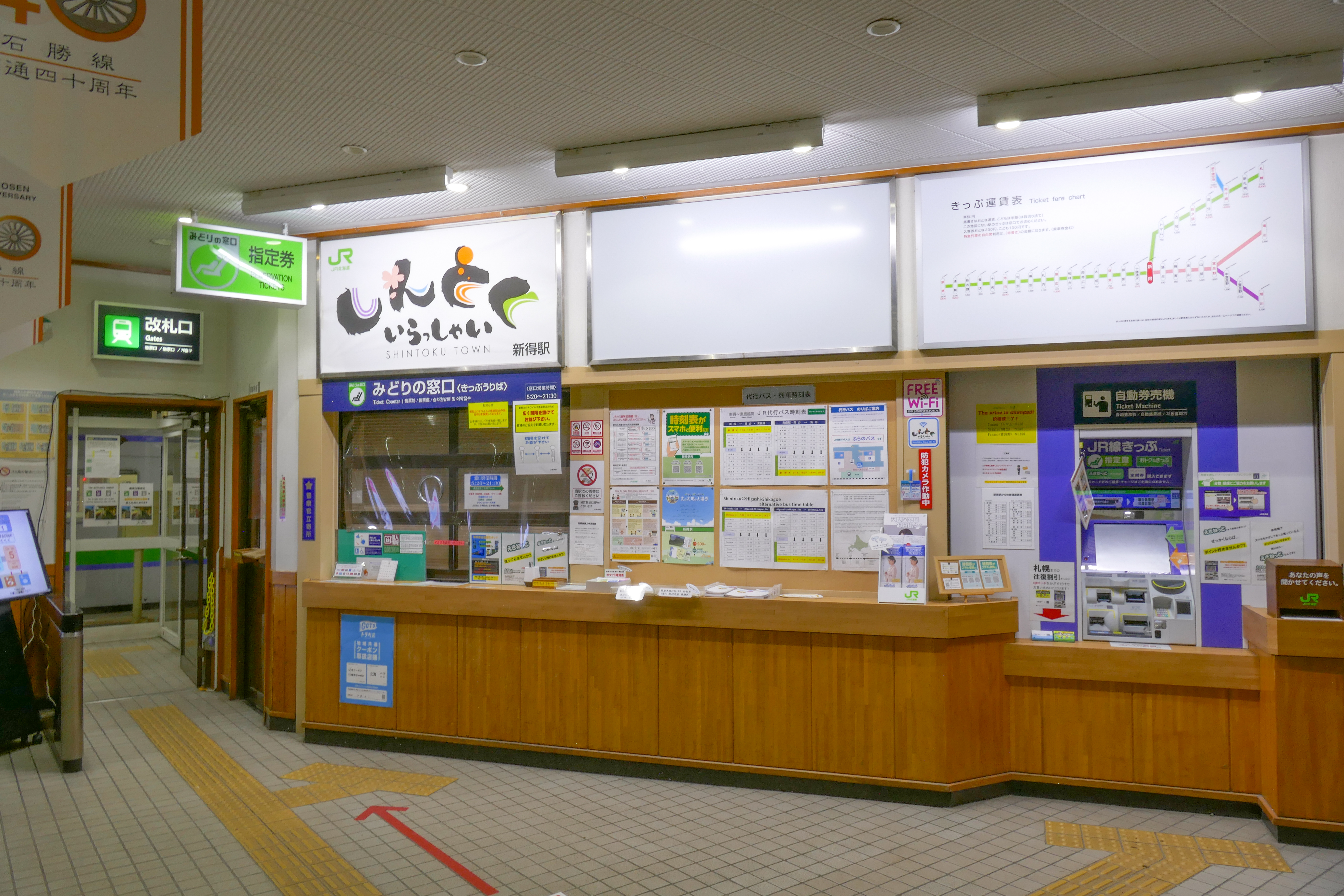
改札口（2021年9月）
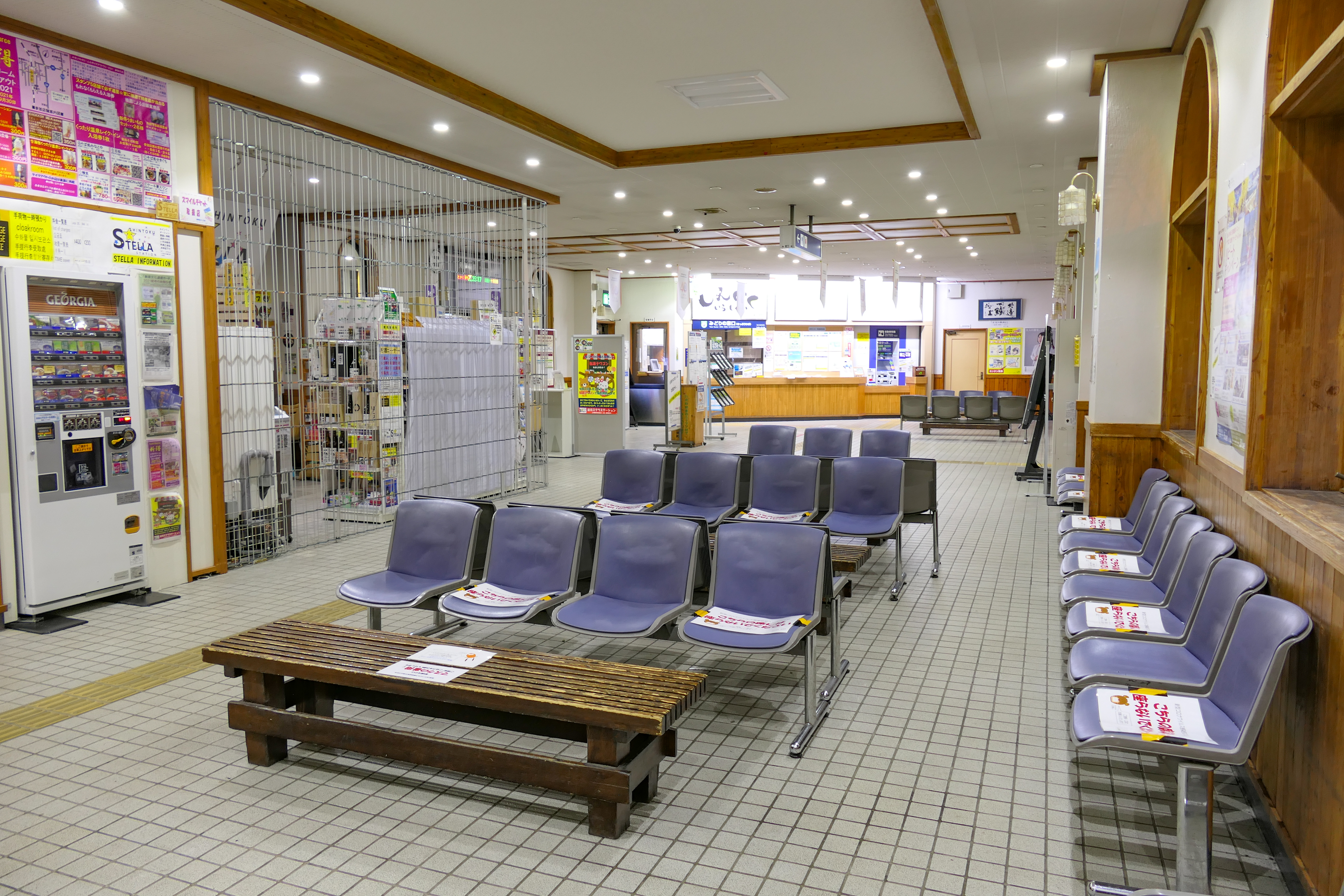
待合室内観（2021年9月）
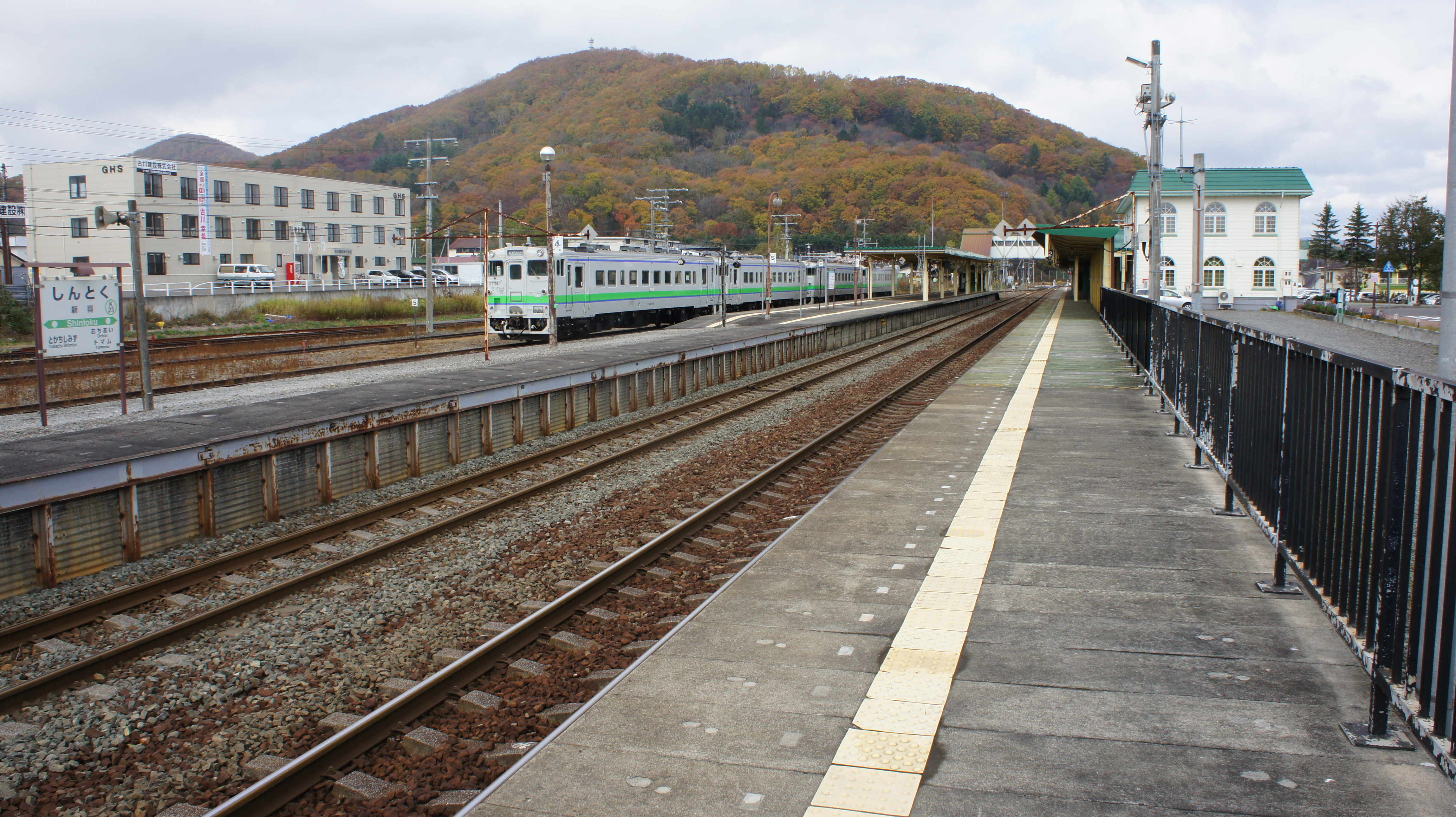
ホーム（2017年10月）
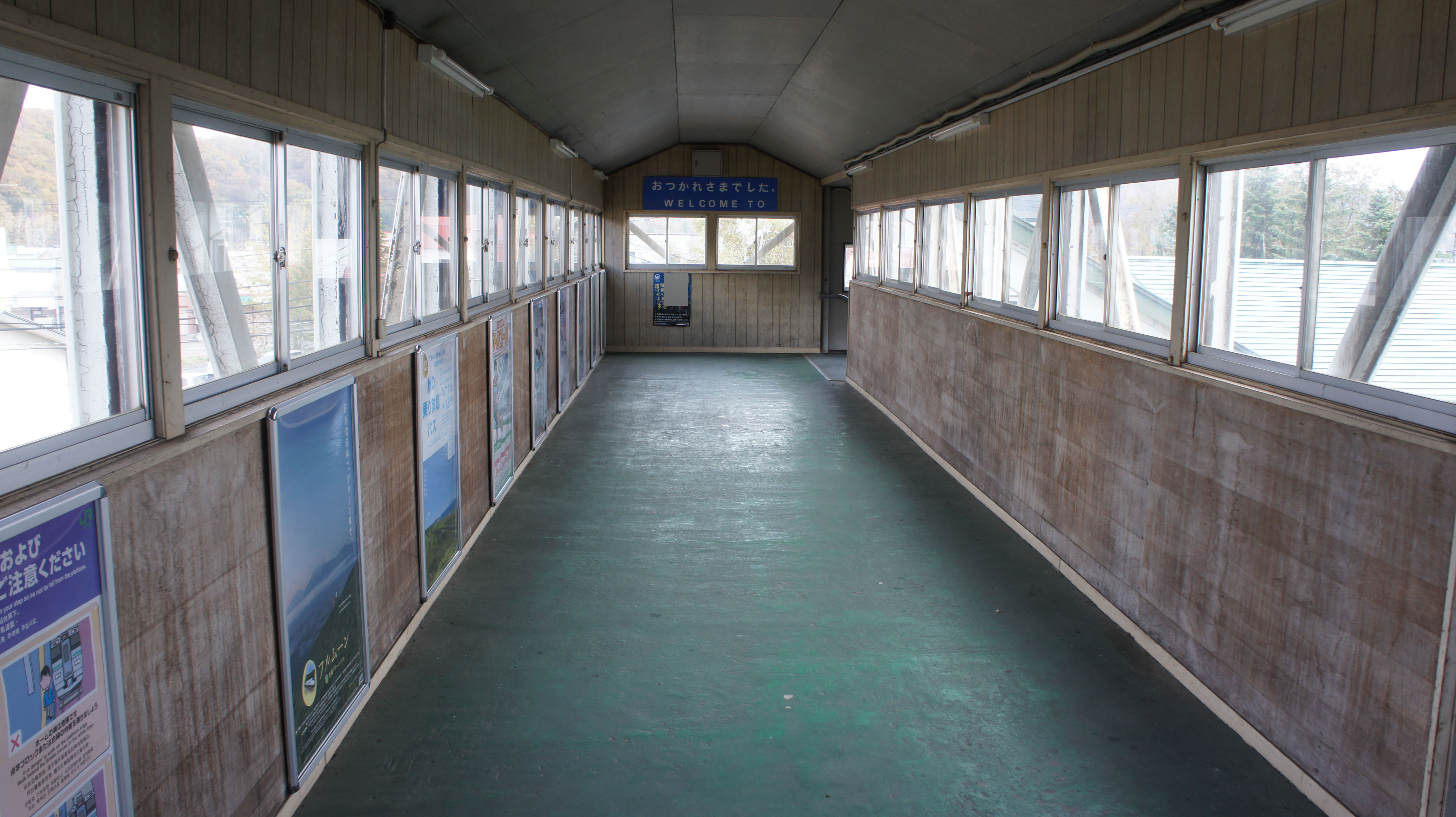
跨線橋内観（2017年10月）
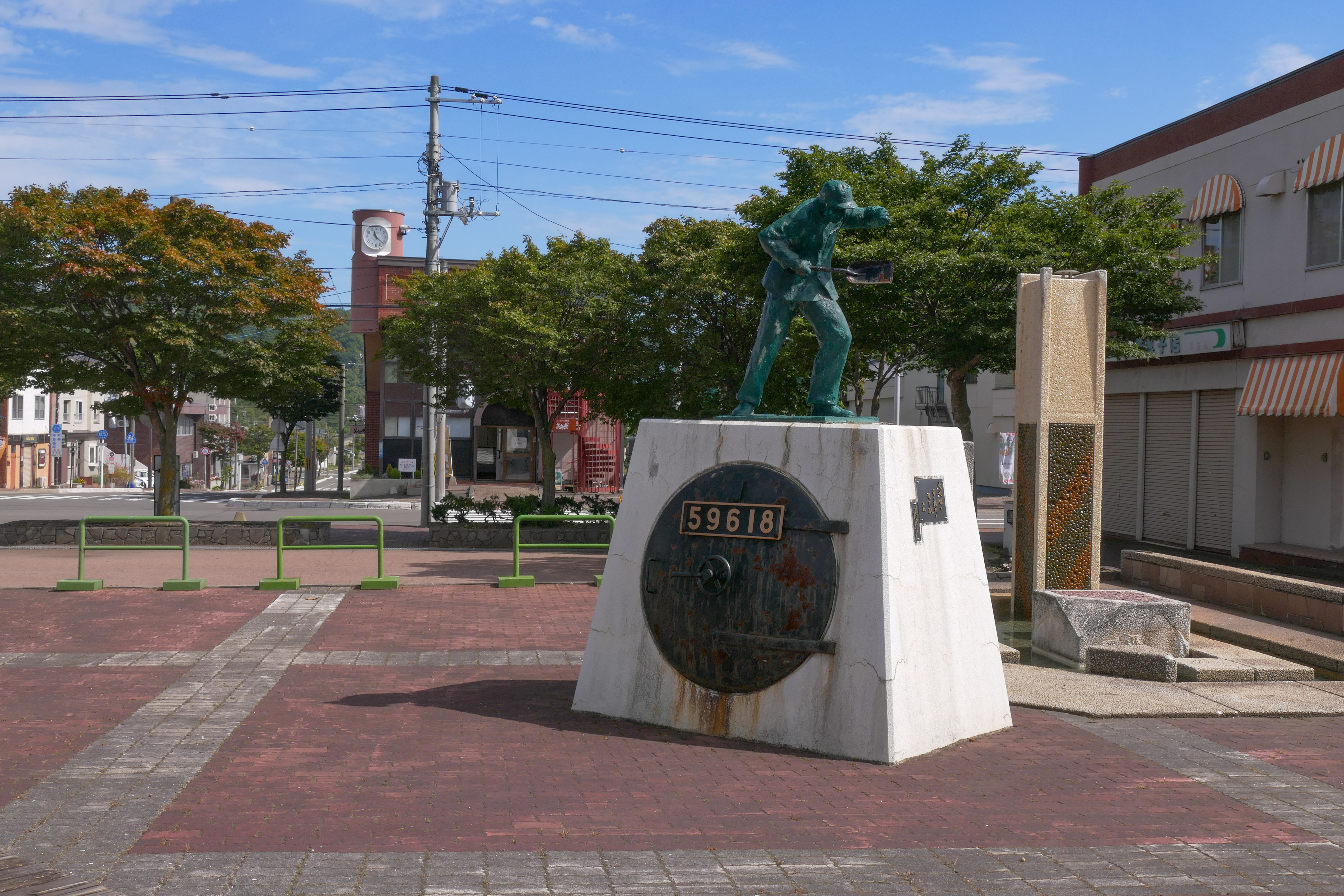
駅前広場（2021年9月）
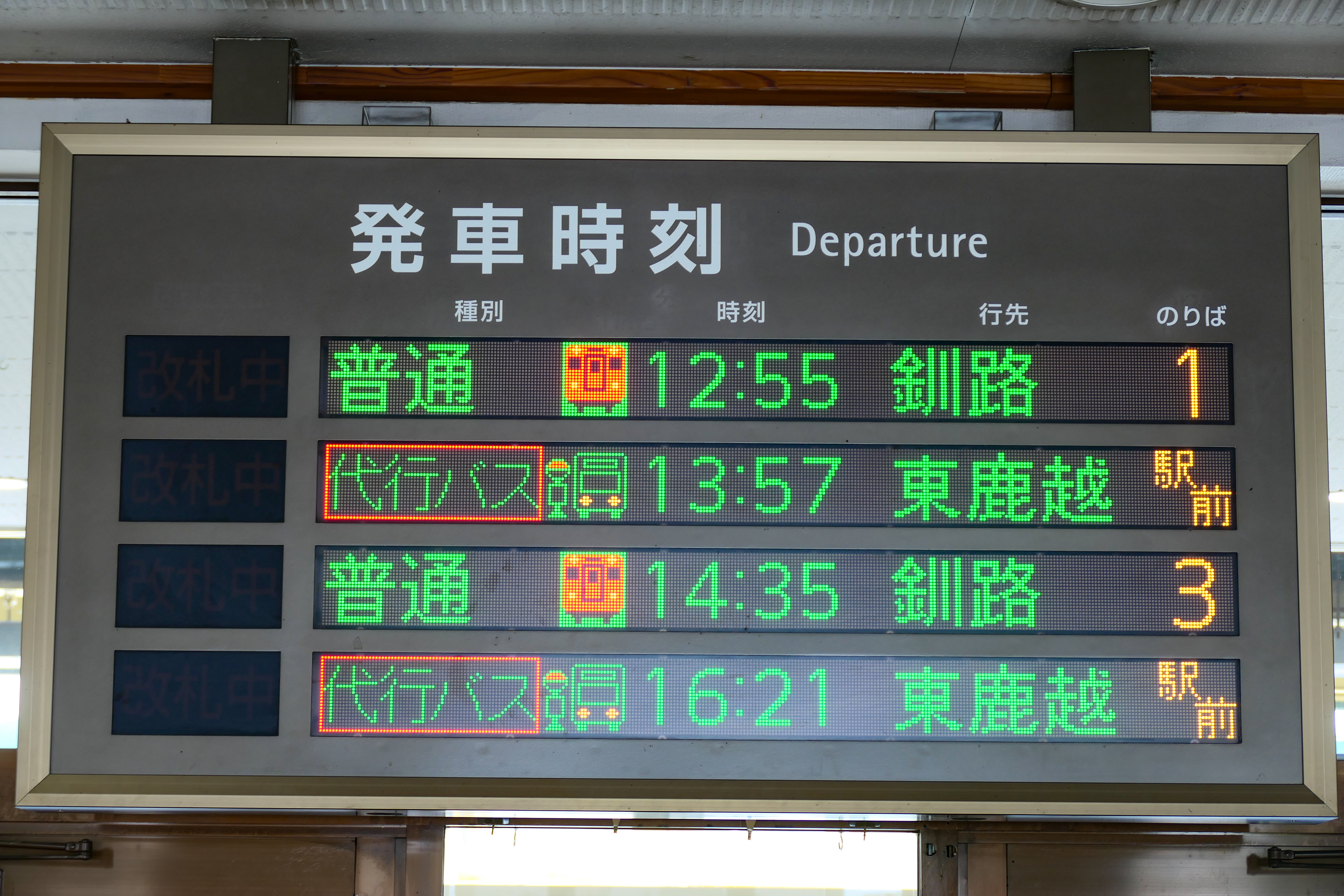
列車とかつての代行バスの発着を表示する電光掲示板（2022年2月）

### 駅前広場
駅前広場には2点のオブジェが設置されている。
「火夫の像」
新得町商工会の創立20周年を記念し、1981年（昭和56年）に建立されたもの。25‰の急勾配や峠頂点の長大トンネル（狩勝トンネル）などを擁し、難所とされていた根室本線（旧線）の狩勝峠越え区間で蒸気機関車に乗務し、投炭を行う火夫（機関助士）の姿を再現している。像の制作者は横田裕美。像の台座には題名と作者を記した銘板、国鉄9600形蒸気機関車の煙室扉の複製、像の説明板、1982年（昭和57年）当時の新得保健所長塚田正勝による句を記した銘板が設置されている。

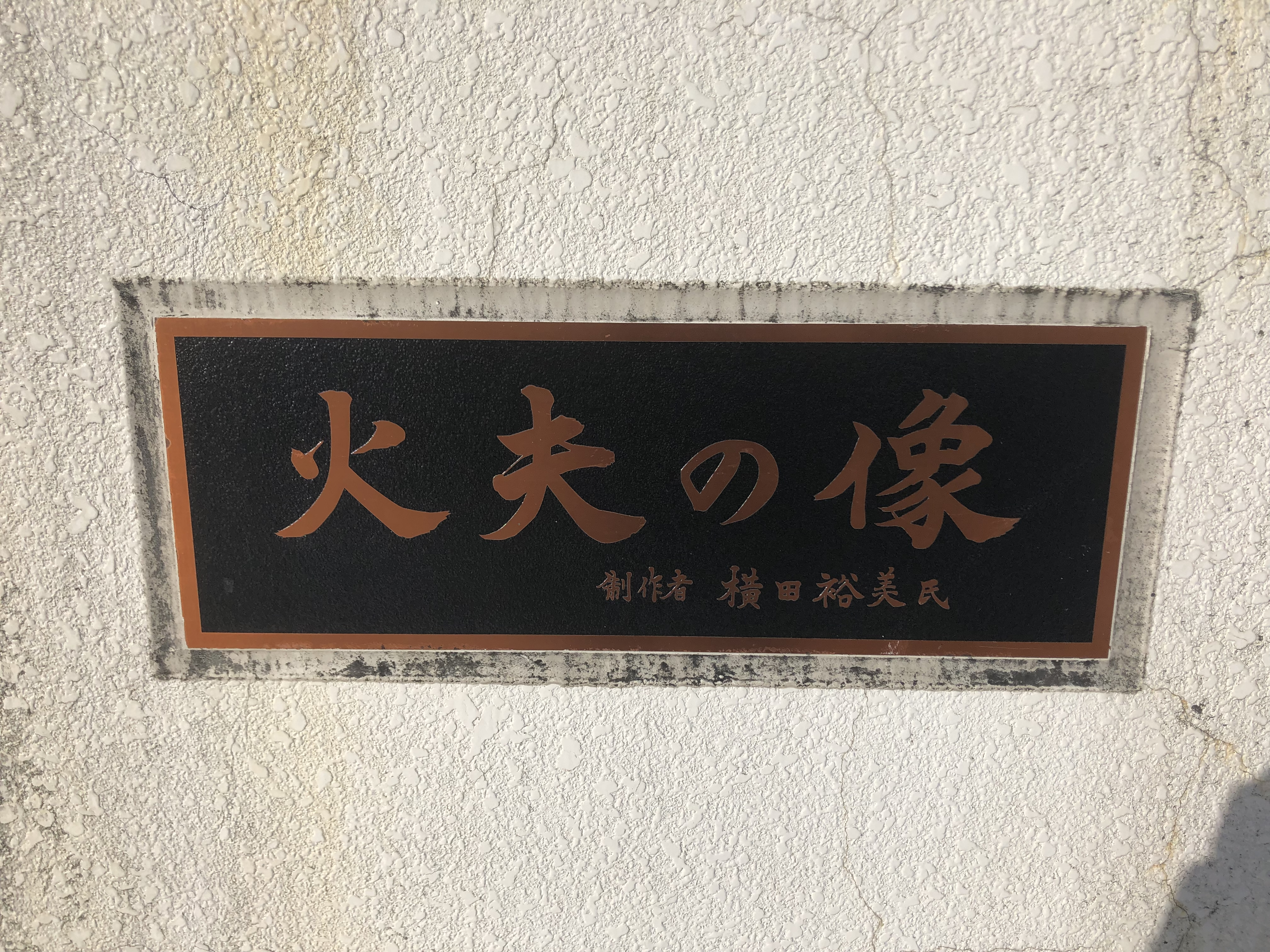
「火夫の像」の銘板（2019年1月）
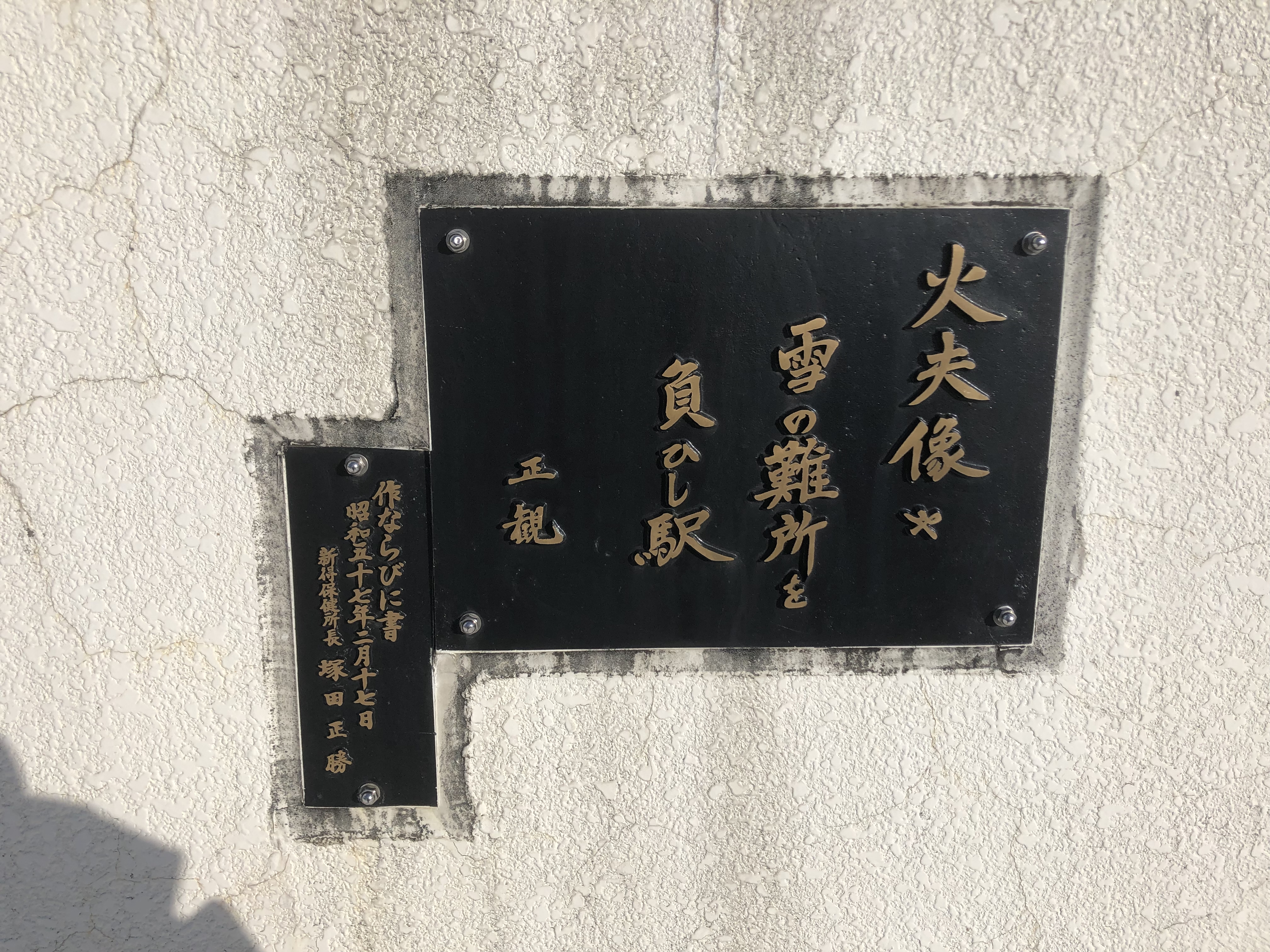
1982年当時の新得保健所長による句を記した銘板（2019年1月）

「北海道の重心地」モニュメント
建設省国土地理院（当時）が1993年（平成5年）3月に、北海道の重心が新得町にあることを発表したことを受け、同年12月に設置されたもの。モニュメントのデザインは新得町内の小学生から募集した。なお、実際の重心地点はこのモニュメントがある場所ではなく、新得駅から北に43kmほど離れた場所（北緯43度28分2秒、東経142度49分40秒）にある。

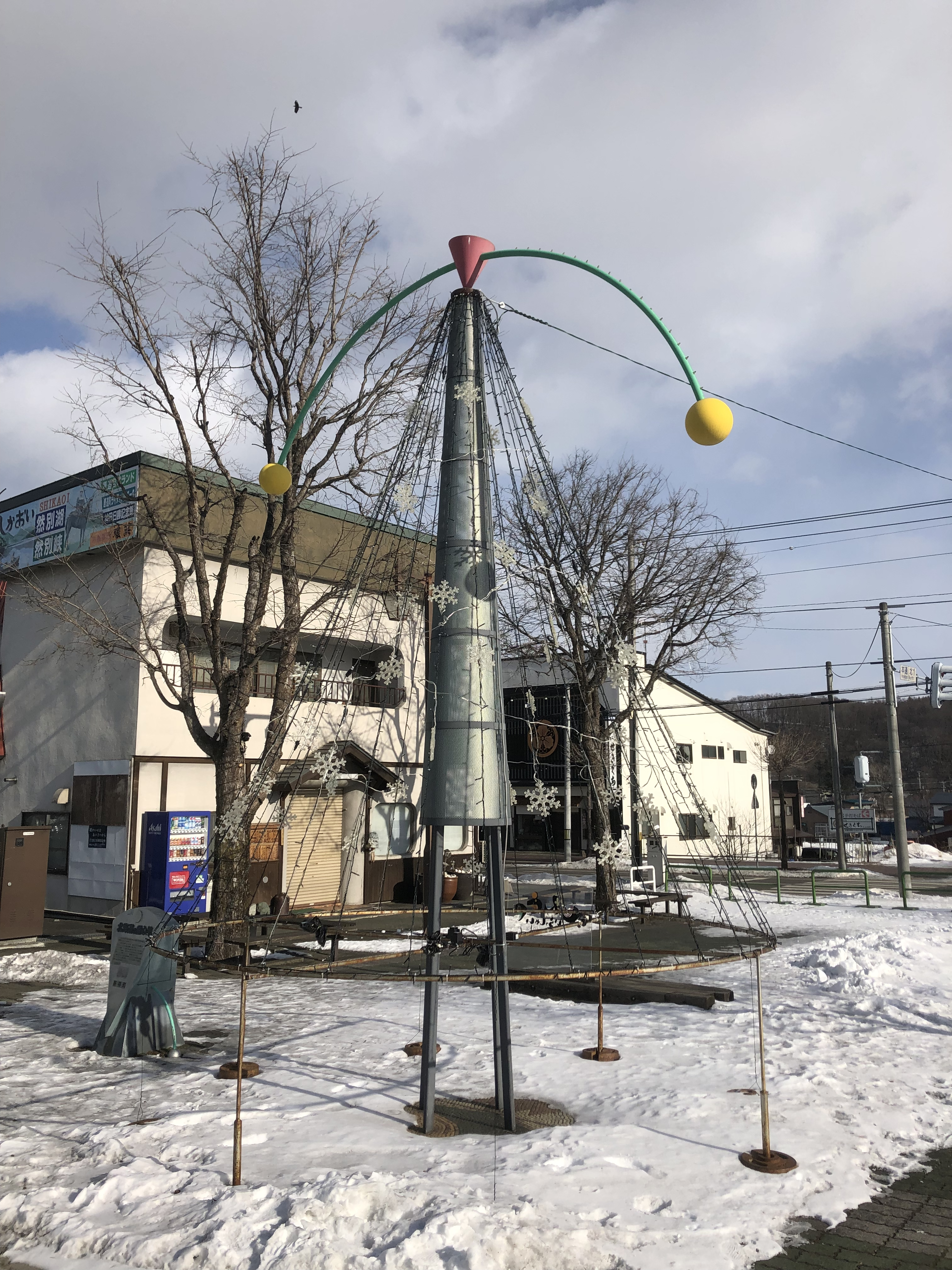
「北海道の重心地」モニュメント（2019年1月）

## 利用状況
乗車人員の推移は以下のとおり。年間の値のみ判明している年については、当該年度の日数で除した値を括弧書きで1日平均欄に示す。乗降人員のみが判明している場合は、1/2した値を括弧書きで記した。
また、「JR調査」については、当該の年度を最終年とする過去5年間の各調査日における平均であるが、当駅については災害により調査ができていない年度があるため、当該年度は省いた4年平均となっている箇所がある。また、当年単体の数値についても判明分を示す。
| 年度               | 乗車人員（人） | 乗車人員（人） | 乗車人員（人） | 乗車人員（人） | 出典              | 備考                                        |
| 年度               | 年間           | 1日平均        | JR調査         | JR調査         | 出典              | 備考                                        |
| 年度               | 年間           | 1日平均        | 5年平均        | 単年           | 出典              | 備考                                        |
| ------------------ | -------------- | -------------- | -------------- | -------------- | ----------------- | ------------------------------------------- |
| 1988年（昭和63年） |                | 367            |                |                | [ 16 ]            |                                             |
| 1989年（平成元年） |                | 385            |                |                | [ 16 ]            |                                             |
| 1990年（平成02年） |                | 380            |                |                | [ 16 ]            |                                             |
| 1991年（平成03年） |                | 400            |                |                | [ 16 ]            |                                             |
| 1992年（平成04年） |                | 387            |                |                | [ 16 ]            |                                             |
| 1993年（平成05年） |                | 385            |                |                | [ 16 ]            |                                             |
| 1994年（平成06年） |                | 374            |                |                | [ 16 ]            |                                             |
| 1995年（平成07年） |                | 365            |                |                | [ 16 ]            |                                             |
| 1996年（平成08年） |                | 355            |                |                | [ 16 ]            |                                             |
| 1997年（平成09年） |                | 352            |                |                | [ 16 ]            |                                             |
| 1998年（平成10年） |                | 352            |                |                | [ 16 ]            |                                             |
| 1999年（平成11年） |                | 362            |                |                | [ 16 ]            |                                             |
| 2000年（平成12年） |                | 348            |                |                | [ 16 ]            |                                             |
| 2001年（平成13年） |                | 361            |                |                | [ 16 ]            |                                             |
| 2002年（平成14年） |                | 360            |                |                | [ 16 ]            |                                             |
| 2003年（平成15年） |                | 350            |                |                | [ 16 ]            |                                             |
| 2004年（平成16年） |                | 330            |                |                | [ 16 ]            |                                             |
| 2005年（平成17年） |                | 310            |                |                | [ 16 ]            |                                             |
| 2006年（平成18年） |                | 300            |                |                | [ 16 ]            |                                             |
| 2007年（平成19年） |                | 366            |                |                | [ 16 ]            |                                             |
| 2008年（平成20年） |                | 310            |                |                | [ 16 ]            |                                             |
| 2009年（平成21年） |                | 307            |                |                | [ 16 ]            |                                             |
| 2010年（平成22年） |                | 304            |                |                | [ 16 ]            |                                             |
| 2011年（平成23年） |                | 290            |                |                | [ 16 ]            |                                             |
| 2012年（平成24年） |                | 268            |                | (256)          | [ 16 ] [ JR北 6 ] |                                             |
| 2013年（平成25年） |                | 243            |                | (247)          | [ 16 ] [ JR北 6 ] |                                             |
| 2014年（平成26年） |                | 237            |                | （202)         | [ 16 ] [ JR北 6 ] |                                             |
| 2015年（平成27年） |                | 251            |                | (245)          | [ 16 ] [ JR北 6 ] |                                             |
| 2016年（平成28年） |                | 209            | 237.5          | (-)            | [ 16 ] [ JR北 6 ] | 同年度より東鹿越 - 新得間被災によりバス代行 |
| 2017年（平成29年） |                | 251            | 225.0          | (206)          | [ 16 ] [ JR北 7 ] |                                             |
| 2018年（平成30年） |                | 243            | 227.0          | (255)          | [ 16 ] [ JR北 8 ] |                                             |
| 2019年（令和元年） |                | 221            | 225.5          | (196)          | [ 17 ] [ JR北 9 ] |                                             |
| 2020年（令和02年） |                |                | 207.3          | (172)          | [ JR北 10 ]       |                                             |
| 2021年（令和03年） |                |                | 195.2          | (147)          | [ JR北 11 ]       |                                             |
| 2022年（令和04年） |                |                | 187.4          | （167)         | [ JR北 12 ]       |                                             |
| 2023年（令和05年） |                |                | 165.2          | (144)          | [ JR北 13 ]       |                                             |

## 駅周辺
- 新得町商工会（駅舎に入居）
- 町営浴場（駅南側に立地[18]）
- 新得郵便局
- 新得町役場
- 新得町農業協同組合（JA新得町）
- 新得警察署
- 帯広信用金庫新得支店
- 国道38号
- 北海道道1075号新得停車場線
- 北海道拓殖バス、新得町コミュニティバス「新得駅前」停留所
  - 旭川空港経由旭川行ノースライナー「新得駅前」停留所
- フクハラ新得店（福原）
- 十勝・新得地鶏本舗
- 北海道新得高等学校（※2019年3月31日をもって閉校）

## その他

### 特急料金不要の特例
石勝線新夕張 - 当駅間は特急列車のみの運行であり、普通列車の設定がない。そのため、同区間内相互乗車で、特急の普通車指定席の空席に乗車する場合に限り、特急料金が不要になる特例がある。

### テレビドラマ舞台
テレビドラマ「北の国から '95秘密」に登場した。黒板五郎の長女・蛍が富良野に住む五郎の長男（蛍の兄）・純のもとへ金を借りに来た後、釧路行きの夜行列車「おおぞら」号に乗るために純に車で送ってもらったのが夜半の当駅だった。

### ライブカメラ
駅舎と並んで建っている新得町商工会がライブカメラを設置しており、駅前・広場・駐車場の3方向のいずれかを選んで確認することができる。（※外部リンク欄#新得駅サイトを参照(ページ内リンク)）

## バス路線
各路線とも駅前ロータリーから発着する
北海道拓殖バス
- 53系統　屈足・鹿追・音更経由　帯広駅バスターミナル
- 53-2系統　屈足経由　鹿追営業所
- 71系統　幸町4丁目（屈足）
- 72系統　くったり温泉・岩松・トムラウシ小中学校経由　トムラウシ温泉（東大雪荘）※期間限定
- 新得小学校・上佐幌20号

※53系統の一部便は途中の鹿追営業所にて然別湖方面の便と接続を取り運行。運賃についても乗継運賃を設定。
ノースライナー（拓殖バス、道北バス、十勝バス）
- 落合・道の駅南ふらの(幾寅)・富良野・美瑛・旭川空港経由　旭川駅(狩勝峠経由)

※新得～富良野間の根室本線廃線代替バスの役割も担っているが、駅窓口での乗車券販売は行っていない
※降車扱はロータリーに入らず、本通線（旧国道38号）相馬商店前にて取り扱う
※帯広方面との相互乗降は取り扱わない
新得町コミュニティバス「そばくる」
- 新得市街地線（西地区）（東地区）
- 屈足地区線

## 隣の駅
北海道旅客鉄道（JR北海道）

■根室本線
新得駅 (K23)  - 十勝清水駅 (K24)
■石勝線
トマム駅 (K22)  -（串内信号場）-（上落合信号場）-（新狩勝信号場）-（広内信号場）-（西新得信号場） - 新得駅 (K23) 

### かつて存在した路線
日本国有鉄道（国鉄）
根室本線
新内駅 - 新得駅
北海道拓殖鉄道
北海道拓殖鉄道線（廃止）
新得駅 - 南新得駅
北海道旅客鉄道（JR北海道）
■根室本線
落合駅 (T37) -（上落合信号場）-（新狩勝信号場）-（広内信号場）-（西新得信号場）- 新得駅 (K23) 
*:上落合信号場 - 当駅間は石勝線と重複区間だった。